# Cheb (musicien)
 (janvier 2024).
La mise en forme du texte ne suit pas les recommandations de Wikipédia : il faut le « wikifier ».
Les points d'amélioration suivants sont les cas les plus fréquents. Le détail des points à revoir est peut-être précisé sur la page de discussion.
- Les titres sont pré-formatés par le logiciel. Ils ne sont ni en capitales, ni en gras.
- Le texte ne doit pas être écrit en capitales (les noms de famille non plus), ni en gras, ni en italique, ni en « petit »…
- Le gras n'est utilisé que pour surligner le titre de l'article dans l'introduction, une seule fois.
- L'italique est rarement utilisé : mots en langue étrangère, titres d'œuvres, noms de bateaux, etc.
- Les citations ne sont pas en italique mais en corps de texte normal. Elles sont entourées par des guillemets français : « et ».
- Les listes à puces sont à éviter, des paragraphes rédigés étant largement préférés. Les tableaux sont à réserver à la présentation de données structurées (résultats, etc.).
- Les appels de note de bas de page (petits chiffres en exposant, introduits par l'outil «  Source ») sont à placer entre la fin de phrase et le point final[comme ça].
- Les liens internes (vers d'autres articles de Wikipédia) sont à choisir avec parcimonie. Créez des liens vers des articles approfondissant le sujet. Les termes génériques sans rapport avec le sujet sont à éviter, ainsi que les répétitions de liens vers un même terme.
- Les liens externes sont à placer uniquement dans une section « Liens externes », à la fin de l'article. Ces liens sont à choisir avec parcimonie suivant les règles définies. Si un lien sert de source à l'article, son insertion dans le texte est à faire par les notes de bas de page.
- La présentation des références doit suivre les conventions bibliographiques. Il est recommandé d'utiliser les modèles {{Ouvrage}}, {{Chapitre}}, {{Article}}, {{Lien web}} et/ou {{Bibliographie}}. Le mode d'édition visuel peut mettre en forme automatiquement les références.
- Insérer une infobox (cadre d'informations à droite) n'est pas obligatoire pour parachever la mise en page.

Pour une aide détaillée, merci de consulter Aide:Wikification.
Si vous pensez que ces points ont été résolus, vous pouvez retirer ce bandeau et améliorer la mise en forme d'un autre article.
 (janvier 2024).
 (janvier 2024).
 (janvier 2024).
Pour les articles homonymes, voir Cheb.
Nabil El Amraoui (en arabe : نبيل العمراوي), dit Cheb (الشاب), né le 15 juillet 1990 à Oulmès, est un auteur-compositeur-interprète et comédien marocain,,,,,.

## Biographie
Il apprend la musique à 15 ans en autodidacte, en commençant par la guitare, puis le loutar, l'oud, le violon, le piano et le synthétiseur.
Il étudie à l'Institut supérieur d'art dramatique et d'animation culturelle à Rabat.

## Influences
Ayant grandi avec les sons de Mohamed Rouicha, Azlmat et Hadda Ouakki, il est influencé par la musique berbère zayane du Moyen-Atlas. Sa musique est également imprégnée par les chansons chaâbi jouées lors des mariages et des fêtes de son quartier al-Kamra à Rabat, ainsi que par les chansons raï d'artistes tels que Cheb Hasni, Cheb Mami, Khaled, Cheb Nasro, Cheb Bilal et Cheb Rizki qui se diffusent dans les salles de billard. Parmi les influences chaâbi, Cheb cite Hajib (ary), Miloud Lamghari, El Bhiri, Najat Aatabou, ainsi que d'anciens noms de la musique aita. Plus tard, grâce aux antennes paraboliques[style à revoir], il s'initie au sharqi, la musique du Moyen-Orient, ainsi qu'au rock, au métal et au jazz. Cheb a également exprimé son admiration pour la musique de Ziad Rahbani,.

## Musique
Cheb est une sensation sur Internet et notamment sur YouTube où ses clips cumulent plusieurs millions de vues,,. Sa musique est décrite comme « purement marocaine », s'appuyant sur des rythmes chaabi authentiques.

### Paroles
Cheb écrit ses chansons en darija « pure », ou arabe vernaculaire marocain. Les paroles de la musique sont décrites comme idiosyncrasiques, à la fois banales et profondes. Ses chansons kotokoto (كوتوكوتو) et al-mā'an ( الماعن - Les Plats) retiennent particulièrement l'attention.

### Albums
- Tkharshish ( تخرشيش ), 2018
- Akhar as-Sa'alik al-Muhtaramin ( آخر الصعاليك المحترمين ), 2019
- Sma' Balak ( سمع بالاك ), 2021

### Chansons
- Hélahoppa (هيلاهوبا), 2021
- Wslatkom Chi Haja Mn Chamch ? (وصلاتكم شي حاجة من شمش؟)2021

- Reklam (ريكلام), 2021
- Fi Tabi'atin Ma (في طبيعة ما), 2020
- Dwaqa Wlla... Ghellaqa ? (ذواقة ولا غلاقة؟), 2020
- Scandale (سكونضال), 2020
- Fi Intidhar Sandwich (في انتظار السندويش), 2021
- Doar Al Alam Attaleth (دوار العالم الثالث), 2020
- Hna El Caramel (حنا الكراميل), 2020
- Ajmal Balad Fi Al Alam (اجمل بلد فالعالم!), 2020
- Saifan (صيفا), 2020

- Bghina Lil Maysalich (بغينا الليل ميساليش), 2019
- Kutukutu (كوتوكوتو), 2019
- Ghabra d Njom (غبرة دنجوم), 2019
- Fin A Smaïn ? (فين اسماعين؟), 2019
- Hassan (حسن), 2019
- An Lma'en (عن الماعن), 2019
- Majanin (مجانين), 2019
- Tajine El Hout (طجين الحوت), 2019
- Lloha (اللوحة), 2019
- L'ars (عرس), 2019
- Zin Zin Zin (زين زين زين), 2019

- Wakha ? (واخا؟), 2018
- Douar Al Alam Al Thaleth (دوار العالم الثالت), 2018
- Sir O Aji (سير و اجي), 2018
- Lahrira (حريرة), 2018
- Choclatati' (شكلاطتي), 2018
- L'ayach' (العياشة), 2018
- Lhazqa (حزقة), 2018
- Lhsab Sabon (الحساب صابون), 2018
- Sgo'ya (صكوعية), 2018
- Comparer (كومبارس), 2018
- Nti Dnya Nti? (نتي دنيا نتي؟), 2018
- 260 (٢٦٠), 2018
- Sfar o Rose (صفر وغوز), 2018